# Lehen (Hausham)
Lehen ist ein Gemeindeteil von Hausham im oberbayerischen Landkreis Miesbach.

## Ortsbeschreibung
Der Weiler Lehen liegt westlich der Schlierach auf halbem Weg zwischen Miesbach und Hausham.

## Bevölkerungsentwicklung
Um 1925 lebten in Lehen 23 Einwohner. Um 1950 stieg die Bevölkerungszahl auf 30 Einwohner an. Im Mai 1987 gab es 26 Einwohner in vier Wohngebäuden, die auf acht Wohnungen aufgeteilt waren.
| Jahr      | 1925 | 1950 | 1970 | 1987 |
| Einwohner | 23   | 30   | 27   | 26   |